# 博鲁穆瓦
博鲁穆瓦（法語：Bosroumois，法語發音：[boʁumwa]）是法国厄尔省的一个市镇，属于贝尔奈区。该市镇于2017年1月1日由原市镇鲁穆瓦地区勒博罗热和博诺尔芒合并而成，其中前者为政府驻地。

## 地理
博鲁穆瓦（49°17'26.2"N, 0°55'30.0"E）面积13.24 平方千米，位于法国诺曼底大区厄尔省，该省份为法国北部内陆省份，北起滨海塞纳省，西接奧恩省和卡爾瓦多斯省，南至厄尔-卢瓦省，东临瓦兹省、瓦兹河谷省和伊夫林省。
与博鲁穆瓦接壤的市镇（或旧市镇、城区）包括：大布特鲁尔德、拉隆德、圣旺迪蒂约勒、勒蒂德卢瓦松、圣皮埃尔-迪博盖拉尔。
博鲁穆瓦的时区为UTC+01:00、UTC+02:00（夏令时）。

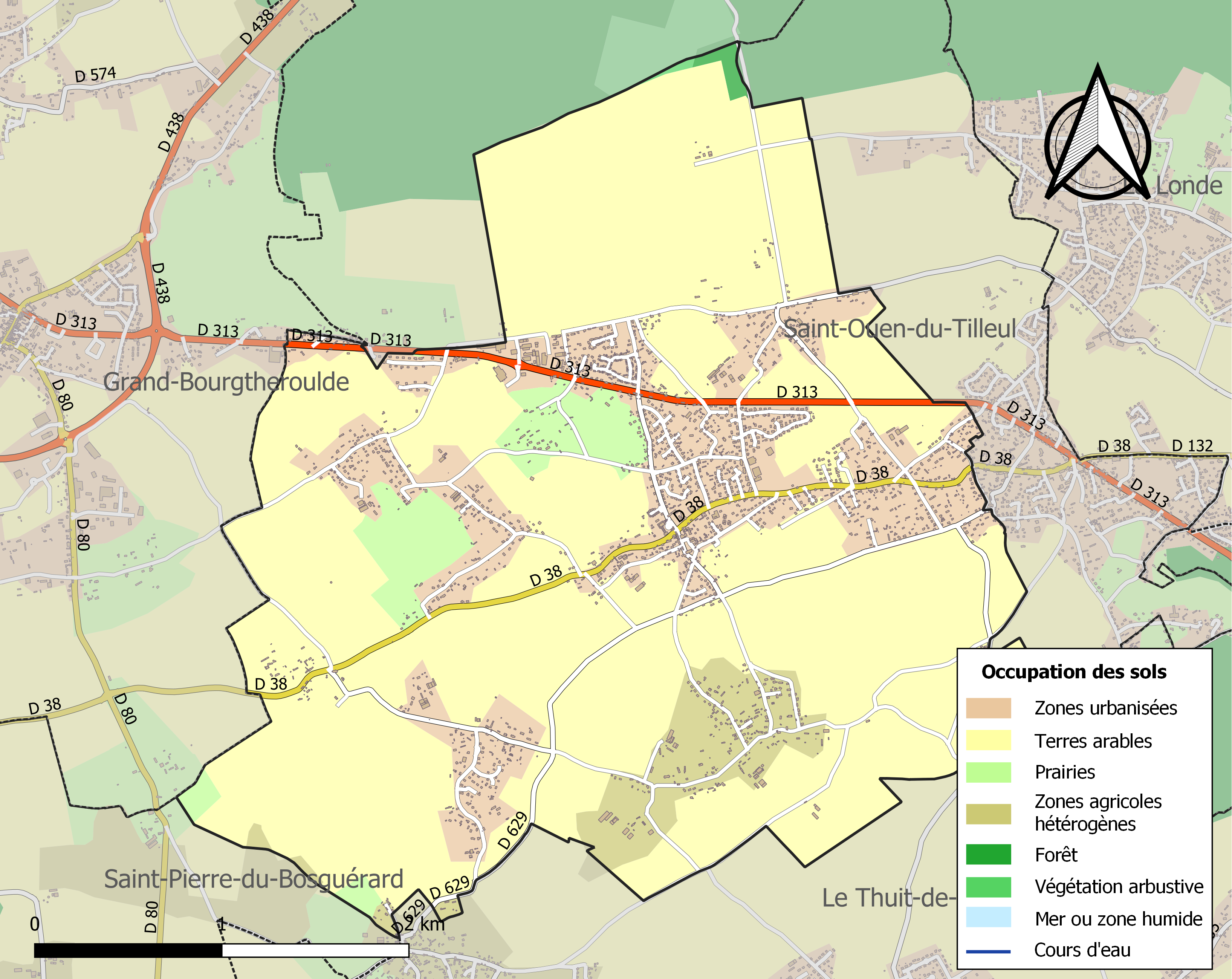
博鲁穆瓦的OSM定位图

## 行政
博鲁穆瓦的邮政编码为27670，INSEE市镇编码为27090。

## 政治
博鲁穆瓦所属的省级选区为大布特鲁尔德县。

## 人口
博鲁穆瓦于2022年1月1日时的人口数量为3855人。